# Parada Agustín de Elía
Agustín de Elía es un apeadero ubicado en la localidad de Tapiales, en el partido de La Matanza del Gran Buenos Aires, Argentina.

## Servicios
Forma parte de la Línea General Roca, siendo un centro de transferencia intermedio del servicio diésel metropolitano que se presta entre las estaciones Haedo y Temperley.
Los servicios son prestados por la empresa Trenes Argentinos Operaciones.
Hasta finales de los años 1980 era posible realizar un viaje entre las estaciones Haedo y La Plata.

## Ubicación
Se encuentra junto a las estaciones Kilómetro 12 e Ingeniero Castello de la Línea Belgrano Sur, pudiéndose hacer combinación entre ellas.

## Imágenes

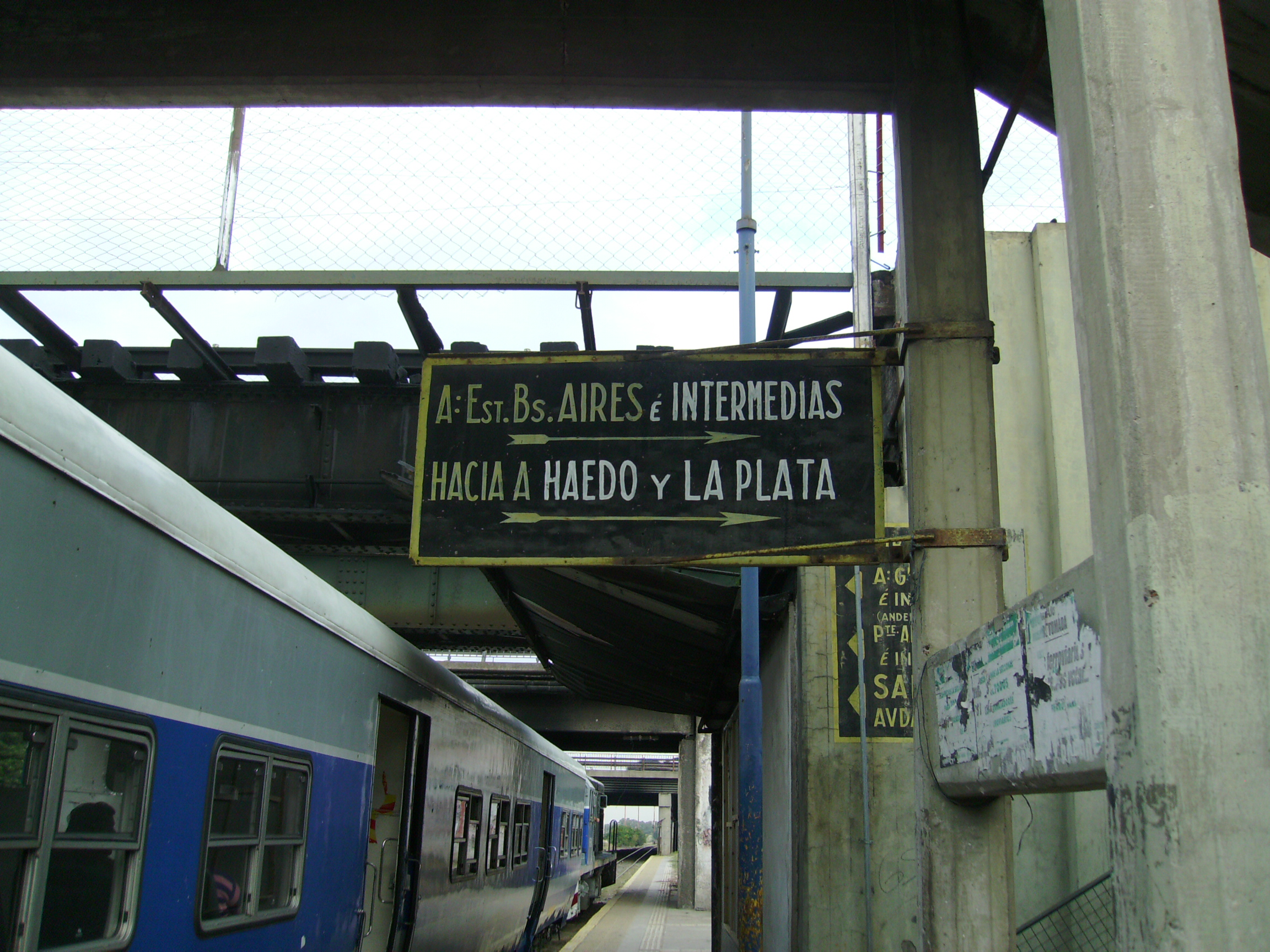
Cartel indicador de servicios hacia La Plata.